# Postamt Wolgast
Das Postamt Wolgast, ursprünglich Kaiserliches Postamt, ist ein unter Denkmalschutz stehendes ehemaliges Postamt in Wolgast in Mecklenburg-Vorpommern. Gegenwärtig wird es als Hostel genutzt.

## Lage
Das Gebäude befindet sich westlich der Wolgaster Altstadt, zwischen der Breiten Straße und dem Lustwall, am Nordrand des Platzes der Jugend. Es liegt damit unmittelbar an der Bundesstraße 111, die Platz und Stadt hier durchquert.

## Geschichte
Bevor das Postgebäude errichtet wurde befand sich am ehemaligen Pferdemarkt das Jankesche Haus, eine kleine Gastwirtschaft mit Ausspannmöglichkeit.
Das Hauptgebäude des Postamtes wurde 1884 durch den Wolgaster Baumeister und Senator Max Heinrichs errichtet und konnte 1885 seinen Betrieb in der Stadt aufnehmen.
Erst 1902, bis dahin nur Mieter, wurde die Reichspost als Eigentümer in den Grundbuch-Akten genannt.
Das Gebäude ist heute über 130 Jahre alt. Die Post- und Telegrafenämter dieser Bauart entstanden in vielen kleinen, mittleren und größeren Städten. Sie haben zumeist eine hohe gestalterische Ähnlichkeit, da seit 1875 durch das Reichspostamt zentral durch seine Bauabteilung die Gebäude geplant und über die zuständigen Oberpostdirektionen ausgeführt und überwacht wurden.
Es ist ein 2-geschossiger Klinkerbau des Historismus im Stil der Neugotik mit 4 Eckrisaliten und mit Treppengiebel. Die architektonische Erscheinung ist ein gelungenes Beispiel für den wilhelminischen - historischen Nutzgebäudebau jener Zeit.
(siehe auch:Postamt Sassnitz, Postamt Stralsund, Postamt Bergen, Postamt Malchin, Postgebäude (Grimmen), Kaiserliches Postamt Wustrow (Fischland).)
Die Post und Telekom nutzten das Gebäude für ihre Zwecke, bis im April 2006 der Betrieb in der Alten Post in Wolgast eingestellt wurde.
Seit Mai 2014 bietet das private Postel Wolgast sowohl private Zimmer als auch Schlafsäle.

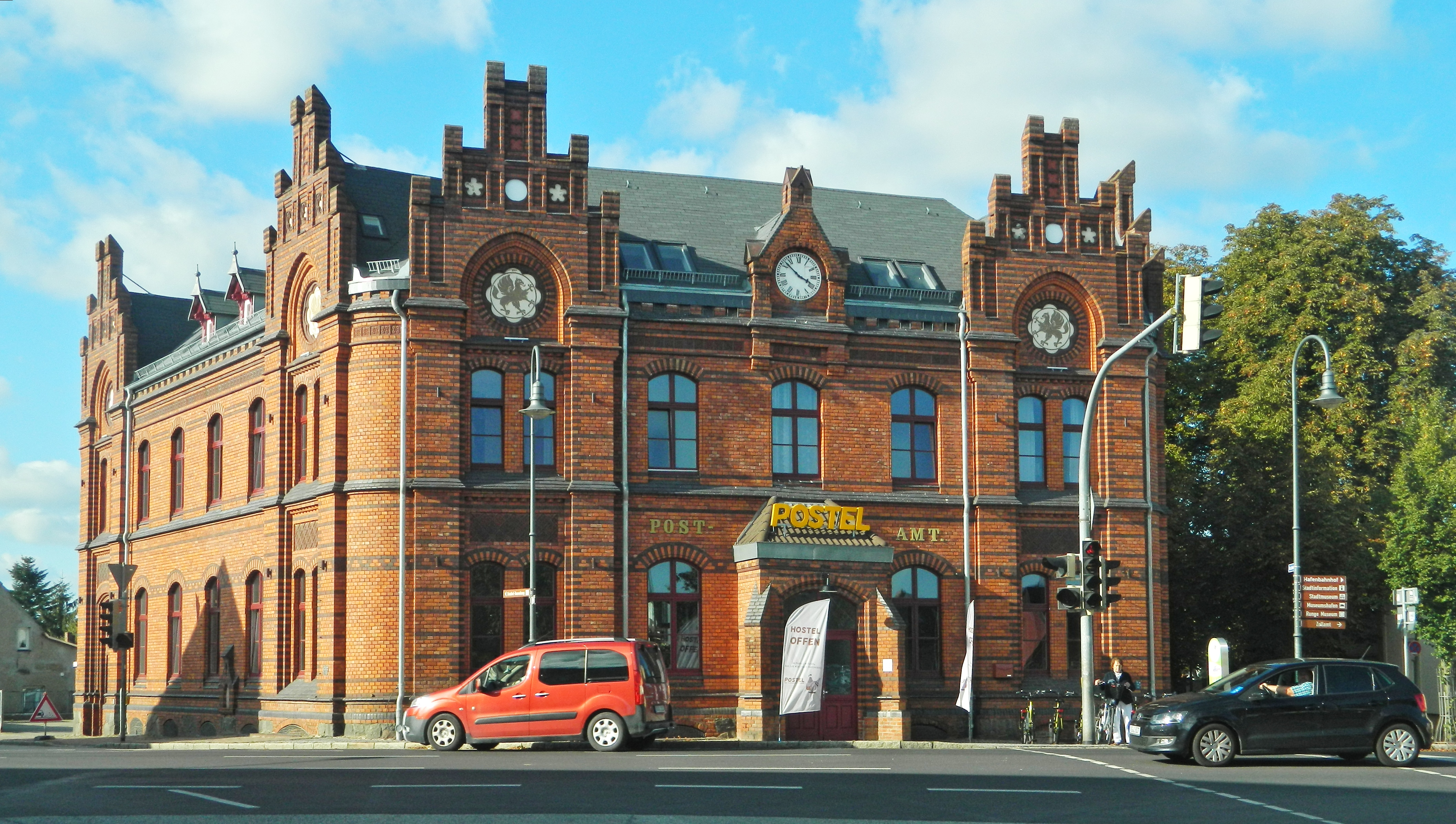
Postel Wolgast, 2014